# نيالا جبلي
النيالا الجبلي (الاسم العلمي: Tragelaphus buxtoni) نوع من الظباء وجد في الغابات الحرجية العالية في وسط إثيوبيا.

## اقرأ كذلك
- قائمة مزدوجات الأصابع حسب العدد